# Земля фараонів
«Земля фараонів» (англ. Land of the Pharaohs) — епічний фільм режисера Говарда Гоукса, який вийшов у 1955 році.

## Сюжет
У Стародавньому Єгипті фараон Хеопс одержимий підготовкою своєї гробниці до "загробного життя". Незадоволений пропозиціями власних архітекторів, він наймає Ваштара, геніального чоловіка, чиї винаходи ледь не врятували його народ від завоювання та поневолення Єгиптом. Хеопс пропонує звільнити людей Ваштара, якщо він збудує гробницю, захищену від розбійників, - хоча сам Ваштар має загинути, коли піраміда-гробниця буде завершена, щоб охороняти її таємниці. Протягом років, коли піраміда будується, фараон збирає данину з усіх своїх територій, накопичуючи велике багатство золота та скарбів, які будуть поховані з ним.

## У ролях
- Джек Гокінс — фараон Хеопс
- Джоан Коллінз — принцеса Нелліфер
- Дьюї Мартін — Сента
- Алекс Мінотіс — Хамар